# John Vaughan
John Vaughan BD (falecido em 1499) foi um Cônego de Windsor de 1471 a 1499

## Carreira
Ele foi nomeado:
- Reitor de St Mary Abchurch 1465 - 1499
- Reitor de Eastnor
- Reitor de Hanwell
- Reitor de Stoke-Lacy, Herefordshire

Ele foi nomeado para o coro na Capela de São Jorge, Castelo de Windsor, em 1471 e ocupou o cargo de canonista até 1499.